# Bitva u Auerstedtu
Bitva u Auerstedtu byla střetem napoleonských válek. V bitvě porazil francouzský maršál Davout hlavní pruskou armádu, která měla nad jeho silami dvojnásobnou početní převahu.

## Pozadí
V roce 1805 francouzský císař Napoleon rozdrtil síly třetí koalice u Slavkova a donutil rakouského císaře Františka k uzavření míru. Tím však válka neskončila.
Brzy poté Anglie vytvořila čtvrtou koalici, v níž bylo Prusko. Napoleon okamžitě zaútočil na jeho území.
Prusové silně Francouze podceňovali a věřili že proti „armádě Fridricha Velikého“ nemají šanci. Brzy se ukázalo že opak je pravdou. V prvním větším střetu u Saalfeldu zvítězili Francouzi. O čtyři dny později se střetl Napoleon s pruským zadním vojem u Jeny, přičemž si myslel že jde o pruskou hlavní armádu. S tou zatím bojoval u Auerstedtu maršál Davout.

## Bitva
14. října v osm hodin se Davoutův sbor setkal v prostoru Haussehausenu s hlavní pruskou armádou. Ta naštěstí pro něho nedorazila na bojiště zatím celá. Nyní proti němu stál pouze jezdecký předvoj. Prusové podnikli na Francouze pár útoků, ale byli odraženi a rozehnáni.
Brzy dorazila i pěchota a střet se měnil v pravidelnou bitvu. Prusové pokračovali v útocích, ale Davoutovy síly odolávaly, i když situace byla kritická.
Kolem jedenácté hodiny vyslal Davout do protiútoku na levém křídle Morandovu divizi. Pruská obrana se hroutila pod útoky Francouzů. Současně s Morandem útočil na pravém křídle i Friant. Prusové nakonec museli vyklidit bojiště. Mezi padlými byl i velitel pruské armády, vévoda Brunšvický.

## Následky
Po bitvě pruská armáda musela čelit morálnímu rozkladu a dezorganizaci. Jediné bojeschopné síly, které pruský král nyní měl, byly jednotky prince Sasko-Výmarského na západě a záložní sbor prince Würtemberského u Halle. Francouzský postup na východ pokračoval a 25. října obsadil Davout Berlín.